# Bitwa o Kijów (2022)
Bitwa o Kijów – bitwa trwająca między 25 lutego a 2 kwietnia 2022 o stolicę Ukrainy, Kijów, podczas rosyjskiej inwazji na Ukrainę. W trakcie bitwy ukraińska stolica znalazła się pod ostrzałem artyleryjskim, dochodziło do starć na ulicach z dywersantami. Starcie zakończyło się zwycięstwem Ukrainy i ewakuacją wojsk rosyjskich z obwodu kijowskiego.

## Plan
Pierwotny plan zdobycia Kijowa miał opierać się na lądowaniu 8000 rosyjskich żołnierzy w porcie lotniczym Kijów-Hostomel oraz przejęciu w ciągu czterech godzin Pałacu Prezydenckiego i stacji telewizyjnych. Alternatywnie planowano zajęcie Kijowa w ciągu 3 dni. Pierwszego dnia wojska rosyjskie miały przekroczyć granicę z Białorusią i dotrzeć do Hostomla. Drugiego dnia dostarczone miały zostać zapasy paliwa, a trzeciego rozpocząć się ostrzeliwanie Kijowa z wykorzystaniem artylerii.

## Pierwszy rosyjski atak (25 - 27 lutego)
24 lutego 2022 r. siły rosyjskie zaatakowały ukraińskie wojska na lotnisku w Hostomlu, mieście na północny zachód od Kijowa, ale początkowo zostały wyparte. Lotnisko, będące kluczowym punktem zaopatrzenia dla rosyjskich wojsk w pobliżu Kijowa, zostało zdobyte przez armię rosyjską następnego dnia. Ukraiński sztab generalny poinformował, że rosyjskie wojska powietrznodesantowe (VDV) zostały przerzucone z Białorusi na wschodni brzeg Dniepru z powodu uszkodzenia lotniska w Hostomlu. Siłom rosyjskim nie udało się zabezpieczyć lotniska atakiem z powietrza i zdaje się, że zajęły je dopiero po przybyciu jednostek zmechanizowanych z Białorusi. Zdaniem Institute for the Study of War ukraińscy obrońcy uszkodzili pas startowy na tyle, że stał się on bezużyteczny, co uniemożliwiło siłom rosyjskim przerzucenie wojsk bezpośrednio na zachodnią flankę Kijowa i spowodowało, że siły rosyjskie zmieniły priorytety wschodniej osi natarcia.

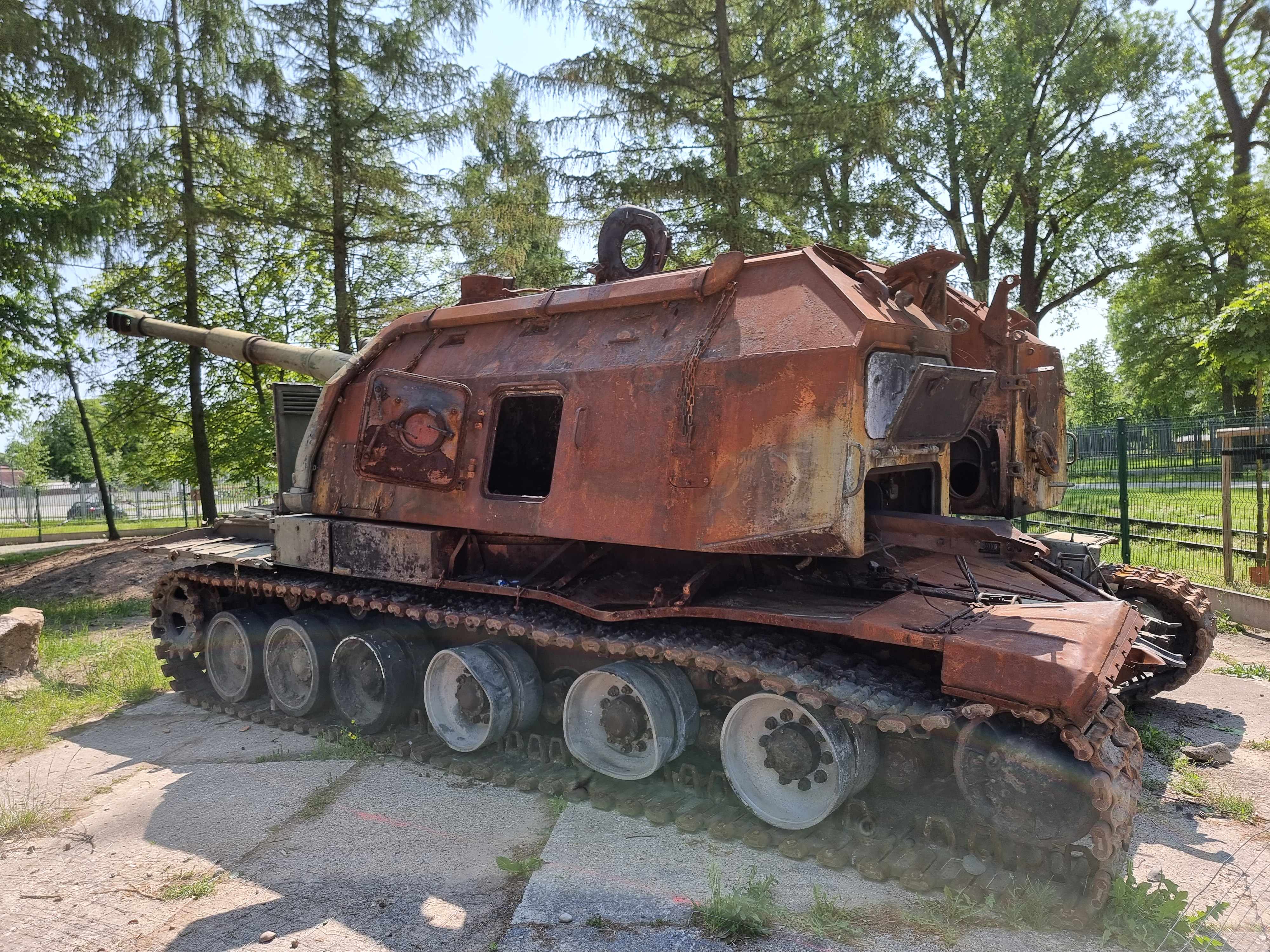
Samobieżna haubicoarmata kalibru 152 mm 2S19 Msta-S porzucona i zniszczona przez Rosjan podczas bitwy o Kijów w 2022 r., do zobaczenia w Parku Militarnym Muzeum Wojska w Białymstoku

### Rosyjska infiltracja i wstępna ukraińska mobilizacja
Rankiem 25 lutego trzech rosyjskich dywersantów, przebranych za ukraińskich żołnierzy, weszło do dzielnicy Obolon, 10 kilometrów na północ od budynku Rady Najwyższej Ukrainy. Zostali oni następnie zabici przez siły ukraińskie. Kilka godzin później ukraiński myśliwiec Su-27 pilotowany przez pułkownika Ołeksandra Oksanczenkę został zestrzelony nad miastem i rozbił się o budynek mieszkalny. Przez cały dzień w kilku dzielnicach miasta słychać było ostrzał. Ukraińscy urzędnicy opisali ostrzał jako wynikający ze starć z siłami rosyjskimi. W nocy w mieście doszło do ciężkiego ostrzału. Siły ukraińskie twierdziły później, że zabiły około 60 rosyjskich dywersantów.
Siły rosyjskie wkroczyły na północno-zachodnie przedmieścia Kijowa, Obołoń, na zachodnim brzegu Dniepru, o godzinie 11:00 czasu lokalnego. Rosyjskie Ministerstwo Obrony twierdziło o 15:30 czasu lokalnego 25 lutego, że siły rosyjskie odizolowały Kijów od zachodu.

### Eskalacja

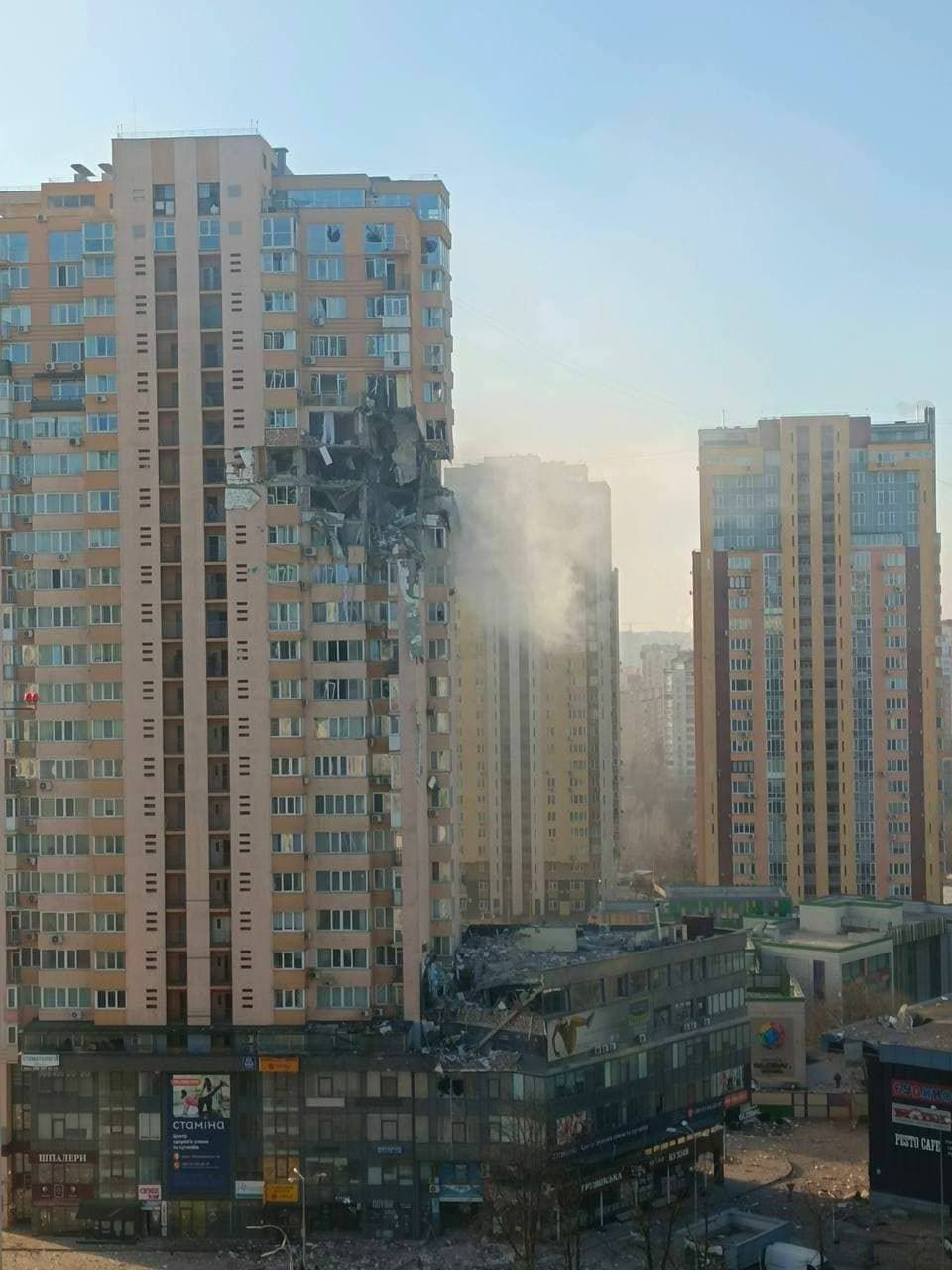
Skutki ataku rakietowego na blok mieszkalny w Kijowie, 26 lutego 2022 r.

Rankiem 26 lutego rosyjska artyleria ostrzeliwała miasto przez ponad 30 minut. Jednocześnie siły ukraińskie odparły atak na elektrownię w północno-wschodniej dzielnicy Trojeszczyna. Sugerowano, że atak był rosyjską próbą odcięcia Kijowa od energii elektrycznej. Ciężkie walki miały również miejsce w pobliżu Ogrodu Zoologicznego w Kijowie w Szulawśce, gdzie siły ukraińskie broniły bazy wojskowej na Prospekcie Beresteiskij. Według prezydenta Ukrainy Wołodymyra Zełenskiego, siłom ukraińskim udało się odeprzeć rosyjską ofensywę i nadal utrzymywały Kijów i jego okolice. Wprowadzono godzinę policyjną od 17:00 do 08:00, a osoby ją łamiące miały być uznawane za sabotażystów. Według brytyjskiego Ministerstwa Obrony siły rosyjskie znajdowały się 31 kilometrów od centrum Kijowa.
27 lutego trwały starcia między siłami ukraińskimi a rosyjskimi dywersantami. W międzyczasie lokalni urzędnicy utrzymywali, że miasto nadal znajduje się pod pełną ukraińską kontrolą. Później tego samego ranka rakieta spadła i eksplodowała na dziedzińcu 16-piętrowego wieżowca w Trojeszczynie, niszcząc kilka samochodów. Wieczorem Associated Press poinformowała, że mer Kijowa Witalij Kliczko stwierdził, że miasto zostało otoczone, co zostało następnie wyjaśnione przez jego rzecznika jako błąd w The Kyiv Independent. To doniesienie zostało sklasyfikowane jako fałszywe.
W nocy rosyjski konwój próbował założyć tymczasową bazę w Syrću, co spotkało się ze śmiertelną konfrontacją z ukraińskimi żołnierzami. Rosyjscy żołnierze ostrzelali również ukraiński autobus wojskowy, powodując nieznaną liczbę ofiar.